# Красна (Тернопільський район)
Красна́ — село в Україні, у Зборівській міській громаді Тернопільського району Тернопільської області. Розташоване на заході району. До 2016 було  підпорядковане Погрібецькій сільраді. 
Населення — 262 особи (2001).
До 2008 року називалось Красне.

## Географія
У селі річка Заруда впадає у Стрипу.

## Історія
Перша писемна згадка — 1441.
12 червня 2020 року, відповідно до розпорядження Кабінету Міністрів України № 724-р «Про визначення адміністративних центрів та затвердження територій територіальних громад Тернопільської області» увійшло до складу Зборівської міської громади.
19 липня 2020 року, в результаті адміністративно-територіальної реформи та ліквідації Зборівського району, село увійшло до складу Тернопільського району.
22 червня 2023 року рішенням №230 Національної комісії зі стандартів державної мови віднесено до списку населених пунктів, які «можуть не відповідати лексичним нормам української мови», зокрема стосуватися «російської імперської чи колоніальної політики». Громаді рекомендовано обґрунтувати доцільність збереження поточної назви або запропонувати нову назву в установленому законодавством порядку.

## Пам'ятки
Є церква святих чудотворців і безсрібників Косми та Дам'яна (1841, дерев'яна).
Насипано символічну могилу Борцям за волю України (1996).

## Соціальна сфера
Діють загальноосвітня школа І ступеня, бібліотека.

## Постаті
- Стукало Богдан Ярославович (1993—2015) — сержант Збройних сил України, учасник російсько-української війни[6].

## Галерея

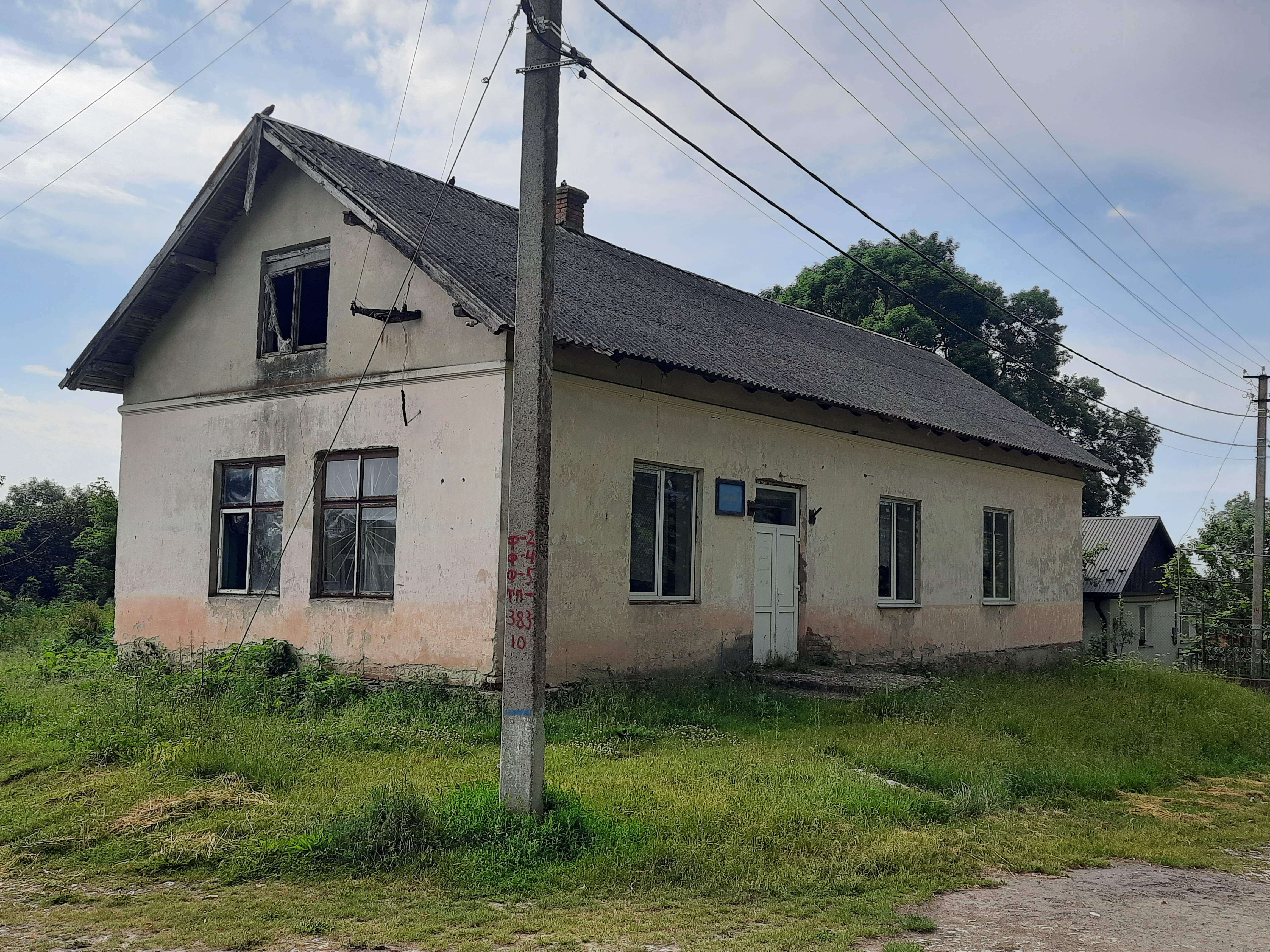
Клуб
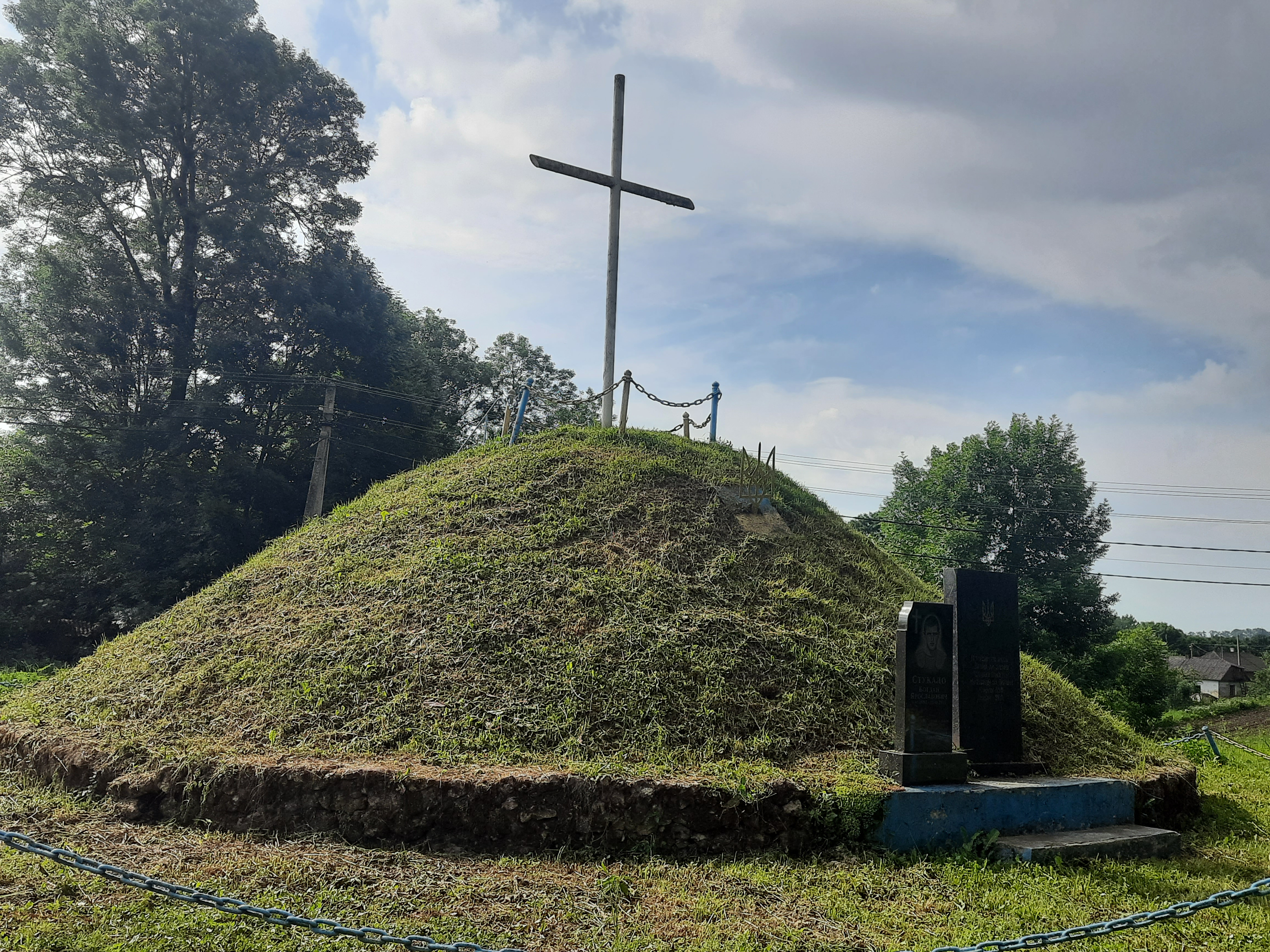
Символічна могила борцям за волю України
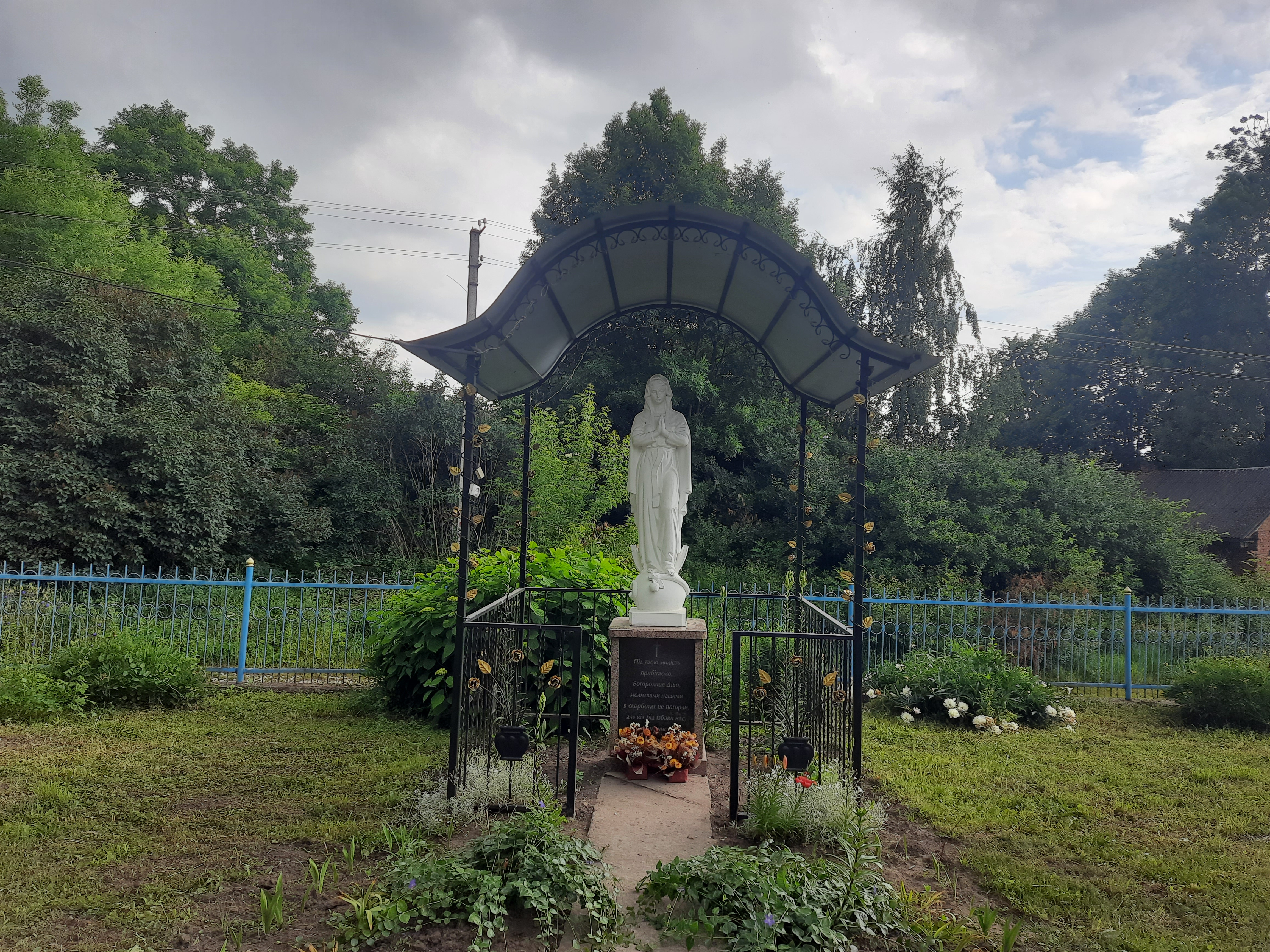
Статуя Божої Матері
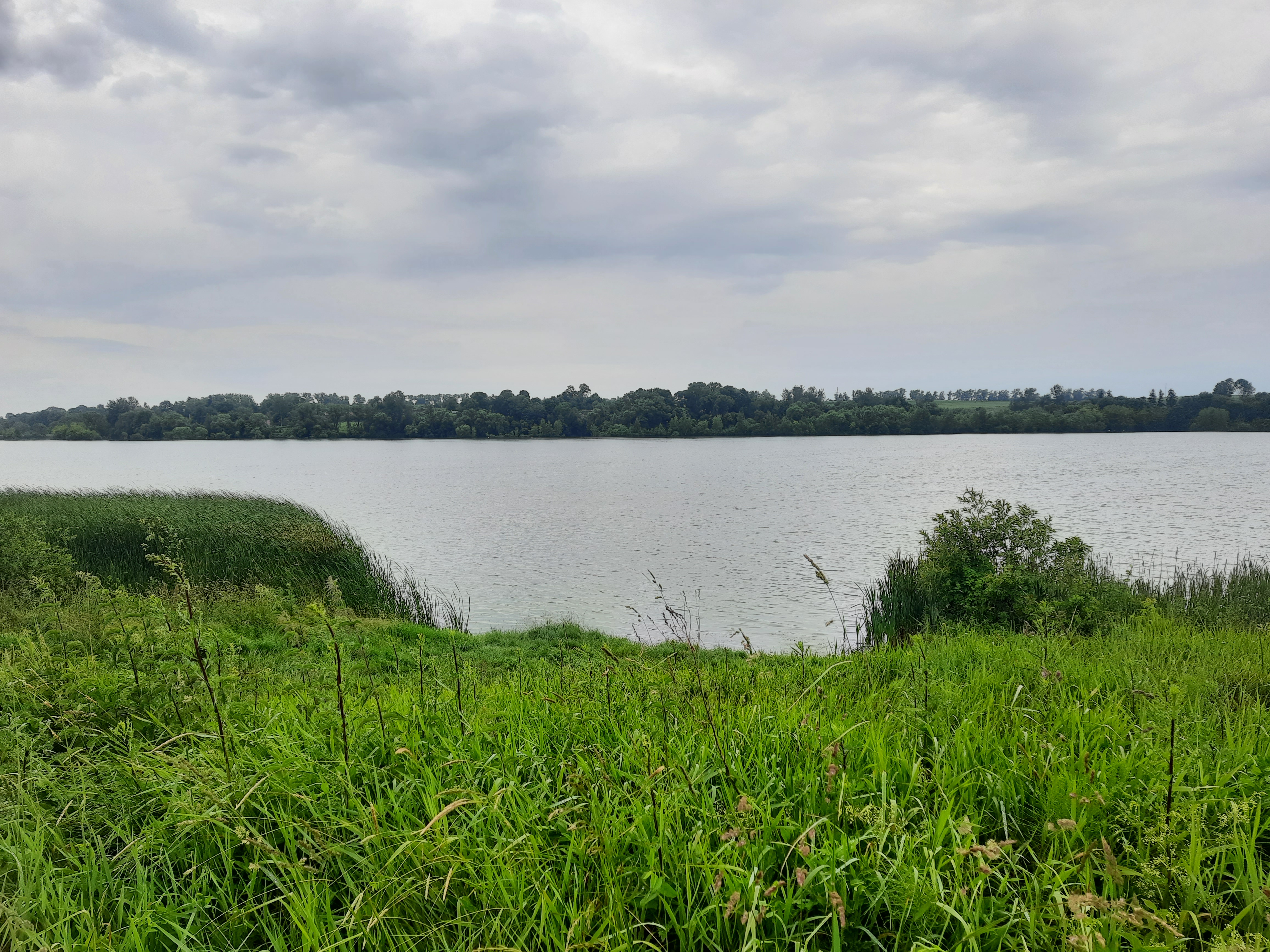
Став біля села